# Sumidouro
Sumidouro é o ponto em que um  curso d'água superficial penetra no solo.  Trata-se de uma abertura natural que se comunica com uma rede de galerias e através da qual o curso de água adentra o subsolo (os ponor ou algares podem servir de sumidouro). Quando têm tampões de neve ou gelo têm o nome de Tesereft.
Sumidouros são locais preferenciais de infiltração de águas superficiais nos carstes.  Os sumidouros podem ser:
- permanentes, quando absorvem as vazões de riachos, córregos ou mesmo de rios;
- acidentais, quando atuam unicamente nas enchentes das drenagens superficiais;
- intermitentes, quando funcionam  somente nas épocas chuvosas.